# Al-Jabalain FC
Der Al-Jabalain Football Club (arabisch نادي الجبلين, DMG Nādī l-Ǧabalain) ist ein saudi-arabischer Fußballverein aus Ha'il in der gleichnamigen Provinz. Der Verein spielt in der zweiten Liga, der Saudi First Division League.

## Erfolge
- Saudi First Division League: 1979/80
- Saudi Second Division League: 2017/18
- Saudi Third Division League: 2014/15

## Stadion
Der Verein trägt sein Heimspiele im Prince Abdulaziz bin Musa'ed Stadium in Ha'il  aus. Das Stadion hat ein Fassungsvermögen von 12.250 Personen.

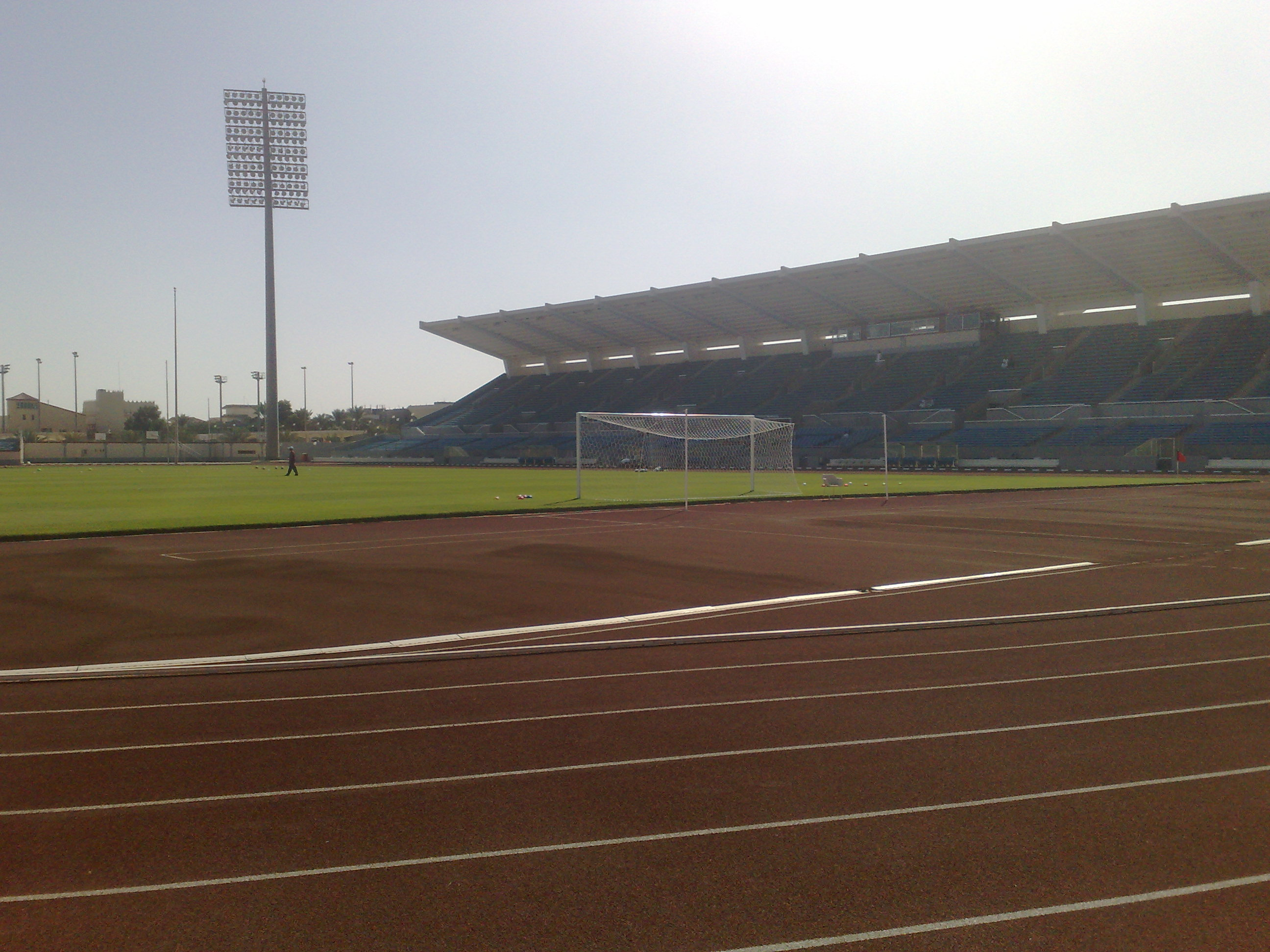
Prince Abdulaziz bin Musa'ed Stadiumm

## Trainer
| Trainer           | Nation              | von              | bis              |
| ----------------- | ------------------- | ---------------- | ---------------- |
| Abderrazek Chebbi | Tunesien            | 1. Juli 2004     | 30. Juni 2006    |
| Florin Motroc     | Rumänien            | 1. Juli 2018     | 16. Mai 2020     |
| Filipe Gouveia    | Portugal            | 1. Juli 2019     | 30. Juni 2021    |
| Carlos Pinto      | Portugal            | 1. Juli 2022     | 20. Oktober 2022 |
| Paulo Gomes       | Portugal            | 9. November 2022 | 16. Februar 2023 |
| Denis Lavagne     | Frankreich          | 23. Februar 2023 | 10. Februar 2024 |
| João Mota         | Portugal            | 11. Februar 2024 | 30. April 2024   |
| Nacif Beyaoui     | Tunesien Frankreich | 20. März 2024    | 28. Mai 2024     |